# 키쿠유어
키쿠유어(Kikuyu) 또는 게코요어(자기명칭: Gĩkũyũ [ɣēkōjó])는 케냐의 키쿠유족이 사용하는 반투계 언어이다. 케냐의 중부주(Central Province)에서 가장 많이 사용되며, 키쿠유족은 케냐산을 포함하는 중앙 케냐 산맥의 주변 지역을 자신들의 고지로 여긴다.
크게 4개의 상호 의사소통이 가능한 방언으로 나뉜다. 

## 음운

### 홀소리
|          | 전설   | 중설 | 후설   |
| -------- | ------ | ---- | ------ |
| 고모음   | i      |      | u      |
| 중고모음 | ĩ(/e/) |      | ũ(/o/) |
| 중저모음 | e(/ɛ/) |      | o(/ɔ/) |
| 저모음   |        | a    |        |

### 닿소리
|               |                 | 양순음   | 치음/ 치경음 | 후치경음/ 경구개음 | 연구개음 | 성문음 |
| ------------- | --------------- | -------- | ------------ | ------------------ | -------- | ------ |
| 비음          | 비음            | m        | n            | ny(/ɲ/)            | ng'(/ŋ/) |        |
| 파열음/파찰음 | 무성음          |          | t            |                    | k        |        |
| 파열음/파찰음 | 선비음화 유성음 | mb(/ᵐb/) | nd(/ⁿd/)     | nj(/ᶮdʒ/)          | ng(/ᵑɡ/) |        |
| 마찰음        | 무성음          |          |              | c(/ʃ/)             |          | h      |
| 마찰음        | 유성음          | b(/β/)   | th(/ð/)      |                    | g(/ɣ/)   |        |
| 유음          | 유음            |          | r(/ɾ/)       |                    |          |        |
| 반모음        | 반모음          |          |              | y(/j/)             | w        |        |

선비음화 자음들은 종종 선비음화 없이 발음되기도 한다. 따라서 /ᵐb ⁿd ᶮdʒ ᵑɡ/는 [b d dʒ ɡ]로 소리가 날 수도 있다.

### 성조
4개의 성조, 곧 고조, 저조, 상승조, 하강조가 있다.

## 문법
- 어순은 SVO형(주어-동사-목적어)이다.
- 명사는 접두사에 따라 17개 부류로 나뉜다.
- 형용사는 명사의 부류에 맞게 일치한다.
- 대명사는 명사나 명사구를 대신할 수 있다.

## 같이 보기
- 키쿠유족